# I'm the Man
I'm the Man es el segundo EP de la banda estadounidense Anthrax, publicado en 1987 por Megaforce Worldwide/Island Records. La banda, Eddie Kramer y Paul Hammingson produjeron el disco, el cual incluye el sencillo "I'm the Man", canción considerada como una de las primeras muestras de rap metal de la historia. El EP también contiene la canción "Sabbath Bloody Sabbath", cover de la banda británica Black Sabbath.

## Lista de canciones
| N.º | Título                                         | Escritor(es)                                                                     | Duración |  |
| 1.  | «I'm the Man» (Censored Radio version)         | Joey Belladonna, Dan Spitz, Scott Ian, Frank Bello, Charlie Benante, John Rooney | 3:03     |  |
| 2.  | «I'm the Man» (Def Uncensored version)         | Belladonna, Spitz, Ian, Bello, Benante, Rooney                                   | 3:04     |  |
| 3.  | «Sabbath Bloody Sabbath» (Black Sabbath cover) | Ozzy Osbourne, Tony Iommi, Geezer Butler, Bill Ward                              | 5:48     |  |
| 4.  | «I'm the Man» (Live)                           | Belladonna, Spitz, Ian, Bello, Benante, Rooney                                   | 4:39     |  |
| 5.  | «Caught in a Mosh» (Live)                      | Anthrax                                                                          | 5:34     |  |
| 6.  | «I Am the Law» (Live)                          | Anthrax, Dan Lilker                                                              | 5:48     |  |

## Créditos
- Joey Belladonna – voz, batería
- Dan Spitz – guitarra líder
- Scott Ian – guitarra rítmica, voz
- Frank Bello – bajo, voz
- Charlie Benante – batería, voz